# Cizinka (seriál)
Cizinka (v anglickém originále Outlander) je britsko-americké televizní drama založené na knižní sérii Cizinka od spisovatelky Diany Gabaldon. Seriál, který napsal Ronald D. Moore a produkovaly ho společnosti Sony Pictures Television/LEFT BANK Pictures, měl premiéru dne 9. srpna 2014 na televizním kanálu Starz. V hlavní roli se objevuje Caitriona Balfe jako Claire Randallová, vdaná zdravotní sestra ve druhé světové válce, která projde portálem do roku 1743 ve Skotsku, kde se zamiluje do válečníka ze skotské vysočiny Jamieho Frasera (Sam Heughan) a zaplete se do jakobitského povstání.
První řada televizního seriálu o 16 dílech (vydaná ve dvou půlsezónách) vycházela z prvního románu série Outlander. Druhá řada o 13 dílech, založená na románu Vážka v jantaru, se vysílala od dubna do července 2016. Třetí řada o 13 dílech, založená na románu Mořeplavec, se vysílala od září do prosince 2017. Čtvrtá řada o 13 dílech, natočená podle románu Bubny podzimu, se vysílala od listopadu 2018 do ledna 2019. Pátá řada o 12 dílech, založená na románu Hořící kříž, se vysílala od února do května 2020. Šestá řada o 8 dílech, založená na knize Ledový dech, se vysílala od března do května 2022. Sedmá řada, která se skládá ze 16 dílů, vychází z knihy Paměť kostí, měla premiéru 16. června 2023.
V únoru 2022 byl zahájen vývoj prequelového seriálu s názvem Outlander: Blood of My Blood, který se zaměří na rodiče Jamieho Frasera, Briana a Ellen Fraserovy. V lednu 2023 byl seriál Outlander: Blood of My Blood oficiálně potvrzen pro první sezónu s deseti díly a seriál Outlander byl obnoven pro osmou a poslední řadu o deseti dílech.

## Děj

### 1. řada (2014–2015)
V roce 1945 navštíví bývalá zdravotní sestra za druhé světové války Claire Randallová se svým manželem Frankem Inverness ve Skotsku. Claire zkoumá stojící kameny na kopci Craigh na Dun a najednou se objeví uprostřed bitky červenokabátníků a rebelů ze skotské vysočiny. Je zachráněna před Frankovým dvojníkem, červenokabátníkem kapitánem Jonathanem Randallem, přezdívaným „Black Jack“ a využije svoje medicínské dovednosti, aby pomohla zraněnému Skotovi Jamiemu Fraserovi. Nakonec si uvědomí, že Randall je Frankův předek a ona přecestovala zpět v čase do roku 1743. Díky svým schopnostem se stane léčitelkou na hradě Leoch, kde je ale faktickým zajatcem klanu MacKenziů a nemůže se tak vydat ke kamenům, aby se pokusila vrátit. Sblíží se s Jamiem a vyrozumí, že Skotové sbírají peníze pro jakobitskou armádu. Z historie ví, že ta je odsouzena k záhubě, stejně jako mnoho Skotů z vysočiny, a tak se snaží je varovat. Dozví se, že Randall a Jamie už se setkali. Jamie se nakonec s Claire ožení, aby ji před sadistickým Randallem uchránil. Oba dva se do sebe postupně zamilují, ale Claire je stále rozpolcená myšlenkami na svého manžela, kterého nechala v budoucnosti. V roce 1945 už Frank ztratil naději, že Claire najde. Oba tak nakonec přijmou, že jsou jeden pro druhého ztraceni, přestože je okolnosti oba přivedou zpět ke stojícím kamenům, i když v časovém období dvou set let. Skrz čas jeden druhého slyší, ale dřív, než se Claire může dotknout kamenů, je zajata Randallem.
Jamie Claire z Randallových rukou zachrání, ale dynamika jejich manželství projde zkouškou, když záchranná akce vyvolá problémy v klanu MacKenziů. Claiřina přítelkyně Geilis Duncanová, bylinkářka, má aféru s Dougalem MacKenziem a čeká jeho dítě, kvůli čemuž otráví svého manžela. Brzy jsou obě ženy obviněny z čarodějnictví kvůli Laoghaire, mladé ženě, která je zakoukaná do Jamieho. I přes ohnivou obranu Neda Gowana jsou shledány vinnými kvůli zástupu falešných svědků. Než se Jamie stihne poprat s celou soudní síní, aby Claire zachránil, Geilis se dramatickým způsobem přizná, aby Claire osvobodila. Když je Geilis odvlečena, aby byla upálena na hranici, Claire si uvědomí, že přicestovala z budoucnosti, stejně jako ona. Claire se přizná Jamiemu s celým svým fantastickým příběhem a on jí uvěří. Nakonec jí dá možnost, aby se skrz kameny konečně vrátila zpět, ale Claire se rozhodne zůstat s ním. Proto ji vezme k jeho rodině na Lallybroch, kde se znovu setká se svou temperamentní sestrou Jenny. Jamie je zajat červenokabátníky a uvězněn ve vězení ve Wentworthu. Jeho popravu odloží Randall, který ho pak podrobí mučení. Claire se dostane do vězení, aby Jamieho zachránila, ale Randall ji chytí. Jamie se odevzdá do Randallových rukou výměnou za její svobodu. Než Claire opustí vězení, „prokleje“ Randalla tím, že mu prozradí datum jeho smrti. Jamieho nakonec zachrání díky Murtaghově plánu, ale Jamie zůstává utopený ve svém utrpení. Claire ho přesvědčí, aby jeli hledat bezpečí do Francie, kde se doufá spojit s Karlem Stuartem a nějak zabránit katastrofální bitvě u Cullodenu. Před odjezdem Claire prozradí Jamiemu, že je těhotná.

### 2. řada (2016)
Claire a Jamie se přesidlují do Paříže, kde se snaží zabránit jakobitskému povstání, aby se prostředky od krále Ludvíka XV. z Francie nedostaly k uchazeči o trůn Karlu Stuartovi.Jamie se stane důvěrníkem Karla Stuarta, ale Fraserovým se nepodaří povstání zabránit. Randall se znovu objeví v Paříži, ale Claire donutí Jamieho přísahat, že ho udrží naživu, dokud nebude zajištěn Frankův sestup. Toho dosáhne tím, že Randalla přesvědčí, aby se oženil s Mary Hawkinsovou. Claire a Jamiemu se narodí mrtvá dcera Faith, která se s manželem v 18. století vrací do Skotska. Jakobité vítězí v bitvě u Prestonpansu. Jamie a Claire také adoptují malého francouzského chlapce jménem Claudel, kterého Jamie přejmenuje na Ferguse.
Před bitvou u Cullodenu Jamie přesvědčí opět těhotnou Claire, aby se vrátila do 20. století. Jamie se rozhodne zemřít v boji u Cullodenu se svým klanem. Po návratu do svého století Claire vypráví Frankovi o svém cestování časem. Ten ji požádá, aby zapomněla na Jamieho a nechala ho vychovávat její dítě jako své vlastní. O dvacet let později Frank zemřel při autonehodě. Claire odjíždí se svou dvacetiletou dcerou Briannou do Skotska. Claire zjistí, že Jamie nezemřel u Cullodenu, a slíbí, že se k němu vrátí.

### 3. řada (2017)
Jamie zabije Randalla u Cullodenu a je těžce zraněn, ale ušetřen popravy. Ve vězení Ardsmuir se spřátelí s guvernérem lordem Johnem Greyem, který ho později podmínečně propustí na práci na anglickém panství. Tam je Jamie vmanipulován do sexuálního vztahu a zplodí nemanželského syna Williama. Jamie se vrací do Skotska a stává se tiskařem.
V roce 1948 se Claire zapíše na lékařskou fakultu v Bostonu ve státě Massachusetts. Frank se zabije při autonehodě, zatímco Brianna studuje na vysoké škole. S pomocí Rogera Wakefielda Claire nachází stopy k Jamieho osudu po Cullodenu. Vrací se do 18. století a zjišťuje, že Jamie se oženil s ovdovělou Laoghaire. Claiřin návrat anuluje jejich svazek jako nezákonný. Snaží se získat ukrytý poklad, aby mohl Laoghaire uklidnit vyrovnáním, ale Jamieho synovec Ian je zajat piráty a odvezen do Karibiku. Jamie a Claire ho sledují a podaří se jim ho zachránit před Geillis, která v prvním díle unikla upálení na hranici. Claire a Jamie odplouvají do Skotska, ale ztroskotají na pobřeží Georgie.

### 4. řada (2018–2019)
V britské kolonii Severní Karolína se Claire a Jamie snaží vrátit do Skotska s Fergusem, Marsali a Ianem. Navštíví plantáž Jamieho tety Jocasty Cameronové, kde se setkají s zotročenými Afričany. Claire a Jamie se rozhodnou odejít a nárokovat si půdu, kterou pojmenují Fraserův hřeben a která je již obydlena Čerokeji. Jamie se znovu setkává s Murtaghem, nyní kovářem a vůdcem hnutí Regulátorů. Lord John navštíví Jamieho syna Willyho.
V sedmdesátých letech Brianna odmítá Rogerovu nabídku k sňatku. Poté, co se Brianna dozví, že její rodiče zemřou při požáru, cestuje po kamenech. Když Roger zjistí, že Brianna odešla, vydá se za ní. Setkávají se ve Wilmingtonu v Severní Karolíně a uzavírají rychlý sňatek. Krátce nato se pohádají a Roger odjíždí. V jeho nepřítomnosti Stephen Bonnet Briannu znásilní. Ta se znovu setkává se svou matkou a konečně poznává svého biologického otce Jamieho. Brianna zjistí, že je těhotná. Roger odjíždí na Fraserův hřeben, kde se Briannina služebná Lizzie mylně domnívá, že násilníkem je on. Lizzie to oznámí Jamiemu, který Rogera zbije. Mladý Ian prodá Rogera Mohawkům. Když zjistí svůj omyl, vydají se Rogera zachránit a Ian vymění svou svobodu za Rogerovu. Roger a Brianna se znovu setkávají na Jocastině plantáži a Jamie dostává instrukce, aby zabil Murtagha, který je na útěku. 

### 5. řada (2020)
Jamie a Claire bojují o zachování svého domova na Fraserově hřebeni, zatímco se na obzoru rýsuje americká revoluční válka. Brianna a Roger se vezmou a guvernér Tryon dále tlačí na Jamieho, aby ulovil Murtagha, což Jamieho donutí shromáždit domobranu a postavit se regulátorům. Snaží se najít rovnováhu mezi bezpečím svého kmotra a plněním povinností vůči Britům, zejména pod dohledem poručíka Knoxe, který je odhodlán Murtagha najít a zabít. Navzdory Murtaghovým prosbám, aby Jocasta opětovala jeho lásku k ní, pokračuje ve čtvrtém manželství a dává přednost bezpečí a jistotě budoucnosti své plantáže před jeho idealismem. Jamieho loajalita je v bitvě u Alamance dotažena do krajnosti, když Rogerův pokus varovat Murtagha selže a Murtagh je zastřelen. Roger je zajat a omylem oběšen Brity; přežije, ale zůstane z toho traumatizován. Jamie je v měsících následujících po bitvě zničený.
Mezitím je vztah Rogera a Bree vystaven zkoušce, protože se objevují známky toho, že se Stephen Bonnet znovu objevil, což Briannu donutí vzít věci do vlastních rukou, když je jím zajata. Nakonec se Bree a Roger rozhodnou vrátit zpět přes kameny, když si uvědomí, že Jemmy může také, protože budoucnost bude pro jejich syna mnohem bezpečnější. Jejich pokus se nezdaří a oba, kteří to berou jako znamení osudu, se rozhodnou zůstat na Fraserově hřebeni spolu se svou početnou rodinou. Mladý Ian se vrací z pobytu u Mohawků a dozvídá se pravdu o původu Claire, Brianny a Rogera, když je konfrontuje s informacemi, které mu Mohawkové předali. Claire pokračuje v podvracení konvenčních lékařských praktik výrobou penicilinu a tajným poskytováním lékařských rad pod pseudonymem, ale její podvratné rady se jí vymstí. Claire je unesena a hromadně znásilněna Lionelem Brownem a jeho muži, ale následně je zachráněna Jamiem, Fergusem, Rogerem a dalšími muži z Hřebene. Ačkoli Jamie vrátí Lionelovo tělo Richardovi, Lionelovu bratrovi a starostovi Brownsvillu, Richard nenápadně ohrožuje Fraserův Hřeben a Jamieho rodinu. 

### 6. řada (2022)
Politické nepokoje v koloniích začínají vřít a Fraserovi (Jamie, Claire, Brianna a Roger) se snaží žít v klidu na své izolované usedlosti v podhůří Severní Karolíny. Jamie je náhle postaven před nutnost kráčet mezi ohněm věrnosti přísaze, kterou složil britské koruně, a následováním své naděje na svobodu v novém světě. Problémy u Brownů pokračují, když vytvoří "bezpečnostní výbor", který ohrožuje mír na hřebeni vrážející klín mezi původní americké indiány, Brity a Fraserovy. Mezitím na hřeben přijíždí rodina Christieových, což je návrat do doby, kdy Jamie pobýval ve vězení Ardsmuir, a začíná ovlivňovat harmonii na hřebeni. Malva Christie, dcera Toma Christieho, si Claire oblíbí, aby ji pak zradila, když jí oznámí těhotenství s Jamiem jako otcem. Sezóna končí obrovskými nepokoji, do nichž jsou zapojeni Brownovi a Christieovi, protože Jamie a Claire mají na Fraserově hřebeni stále křehčí pozici. 

### 7. řada
Sedmá řada má 16 epizod a je rozdělena do dvou částí. První část měla premiéru v červnu 2023. Druhá část měla premiéru 22. listopadu 2024.
Fraserovi se v něm ocitnou v americké válce za nezávislost, než se vrátí do Skotska. Poté, co ji Brown nespravedlivě zatkne, čeká Claire na svůj osud ve vězení ve Wilmingtonu, malém městě bez zákona, kde je jejím jediným spojencem Thomas Christie. Jamie je přesvědčen, že jeho žena je stále naživu, a spolu s Ianem ji neúnavně hledá. Brianna a Roger se mezitím pouštějí do nové etapy, která prověřuje jejich manželství: Roger se vrací ke své službě jako pomocník reverenda McMillana v armádě a Brianna hledá své místo v neznámém prostředí a čeká, až se jim narodí dcera.
Titulní píseň The Skye Boat Song pro sedmou řadu nazpívala Sinéad O'Connor. Byla to poslední nahrávka, kterou představila začátkem února 2023, před svou smrtí.

### 8. řada
Osmá řada je točená ve Skotsku a má být poslední. Tato řada vychází z deváté knihy Pověz včelám, že se nevrátím (Go Tell the Bees That I Am Gone) a z knihy desáté, která ještě nebyla vydána (2024).

## Obsazení

### Hlavní role
| Caitriona Balfe  | Claire Beauchamp Randallová/Fraserová       |
| Sam Heughan      | James „Jamie“ MacKenzie Fraser              |
| Tobias Menzies   | Frank Randall/Jonathan „Black Jack“ Randall |
| Graham McTavish  | Dougal MacKenzie                            |
| Duncan Lacroix   | Murtagh Fraser                              |
| Grant O´Rourke   | Rupert MacKenzie                            |
| Stephen Walters  | Anghus Mhor                                 |
| Bill Paterson    | Ned Gowan                                   |
| Gary Lewis       | Colum MacKenzie                             |
| Lotte Verbeek    | Geillis Duncanová                           |
| Laura Donnelly   | Jenny Fraserová Murrayová                   |
| Douglas Henshall | Taran MacQuarrie                            |
| Steven Cree      | Ian Murray                                  |
| Nell Hudson      | Laoghaire MacKenzie                         |

### Vedlejší role
| Annette Badland    | paní Glenna Fitzgibbonsová  |
| James Fleet        | Dr. Reginald Wakefield      |
| Aislín McGuckin    | Letitia MacKenzie           |
| Tim McInnerny      | Otec Bain                   |
| Simon Callow       | vévoda ze Sandringhamu      |
| Simon Meacock      | Hugh Munro                  |
| Finn Den Hertog    | Willie                      |
| Lochlann O'Mearain | Horrocks                    |
| Andrew Gower       | Karel Stuart                |
| Robert Cavanah     | Jared Fraser                |
| Margaux Châtelier  | Annalise de Marillac        |
| Laurence Dobiesz   | Alex Randall                |
| Rosie Day          | Mary Hawkinsová             |
| Stanley Weber      | hrabě St. Germain           |
| Frances de la Tour | Matka Hildegarda            |
| Lionel Lingelser   | francouzský král Ludvík XV. |
| Romann Berrux      | Fergus                      |
| Marc Duret         | Joseph Duverney             |
| Dominique Pinon    | pan Raymond                 |
| Audrey Brisson     | Sestra Angeliqua            |
| Clive Russell      | Simon Fraser                |
| Richard Rankin     | Roger Wakefield             |
| Sophie Skelton     | Brianna „Bree“ Randall      |

## Vývoj a produkce
V červenci 2012 bylo zveřejněno, že společnost Sony Pictures Television získala práva na Gabaldoninu Cizinku, s Moorem ve vývoji a Jimem Kohlbergem v produkci. V listopadu 2012 Sony uzavřelo obchod se stanicí Starz. V červnu 2013 dostal Starz objednávku na prvních šestnáct epizod a v srpnu byl pak John Dahl jmenován režisérem prvních dvou epizod. Ředitel Starzu Chris Albrecht později řekl, že přijal několik projektů různých žánrů, včetně Cizinky, aby nové seriály jejich stanice přitáhly novou fanouškovskou základnu. Cizinku nazval „naprosto odlišným pořadem, který nemá obdoby". Věřil, že Cizinka je unikátní kombinací fantasy, akce a silné centrální romantické zápletky, včetně silného feministického zaměření.
Dne 15. srpna 2014, sotva po vypuštění pilotní epizody, si stanice objednala i druhou, třináctidílnou sérii, založenou na knize Vážka v jantaru.

### Scénář
Autor a výkonný producent Moore o pilotním díle řekl, že „během prvních třiceti či čtyřiceti minut se stane hodně věcí, které v knize nejsou nebo jsou kompilací událostí, které se v knize stanou“. Také zdůraznil, že prvek cestování v čase nechtěl pojmout tradiční cestou se speciálními efekty typickými pro žánr science-fiction. Adaptaci první série popsal jako „přímočarou“. Jak řekl, „bylo jasné, jaká bude základní dějová linie. Claire se snaží dostat domů, pak potká muže, zamiluje se a je v rozporu, jestli chce nebo nechce jít domů“. K temnějšímu tónu druhé poloviny první série řekl: „pořad se stal komplikovanějším, zamotanějším a emocionálnějším výpravou“.
K tomu, jak moc se druhá série drží knihy Vážka v jantaru, Moore řekl:
Gabaldon se pro televizní produkci stala placeným konzultantem. Když se jí v červnu 2015 zeptali na adaptaci první knihy, řekla: „myslím, že to udělali velice účinně... dostala jsem tam většinu věcí, o nichž jsem věděla, že by neměly chybět. Jen několik podle mě podstatných záležitostí nedostalo prostor.“ V dubnu 2015 řekla ke scénáři druhé řady: „pařížské prostředí je zpracováno velice dobře, byla jsem nástinem ohromená... myslím, že odvedli skvělou práci a zdůraznili ty nejdůležitější okamžiky, které pak uspořádali přesvědčivým způsobem.“

### Obsazení
1. řada
Dne 9. července 2013 byl Sam Heughan obsazen do hlavní mužské role Jamieho Frasera. Jako druhý byl 8. srpna obsazen Tobias Menzies do dvojrole Franka a Jonathana Randallových. 4. září se k nim přidali ještě Graham McTavish a Gary Lewis jako bratři MacKenziovi. 11. září pak byla obsazena irská herečka Caitriona Balfe do role hlavní protagonistky Claire Beauchamp Randallové. Později pak ještě přibyly Lotte Verbeek jako Geilis Duncanová a Laura Donnelly jako Jamieho sestra Jenny.
V prosinci 2013 byl obsazen Simon Callow do vedlejší role vévody ze Sandringhamu. V červnu 2014 se pak k hereckému týmu přidal Bill Paterson jako právník Ned Gowan. Entertainment Weekly oznámilo v lednu 2015, že Ian Murray bude ztvárněn Stevenem Cree. Sama Gabaldon se také objevila v jedné epizodě jako Iona MacTavish. V srpnu 2014 bylo oznámeno, že roli vězeňského hlídače si zahraje také Frazer Hines, který hrál v letech 1966 až 1969 Jamieho McCrimmona v seriálu Doctor Who, který Gabaldon inspiroval k napsání postavy Jamieho Frasera.
2. řada
V červnu 2015 byli obsazeni: Andrew Gower jako jakobitský pretendent princ Karel Stuart, Robert Cavanah jako Jamieho skotský synovec Jared - obchodník s vínem a Jakobita žijící v Paříži, Margaux Châtelier jako Annalise de Marillac - Jamieho francouzská bývalá milenka a Laurence Dobiesz jako Alex Randall - mladší bratr Blacka Jacka. V druhé řadě k osazení přibyli ještě Romann Berrux jako Fergus, Rosie Day jako Mary Howkinsová, Stanley Weber jako Le Comte St. Germain, Dominique Piñon jako léčitel pan Raymond, Marc Duret jako francouzský ministr financí Joseph Duverney, Frances de la Tour jako matka Hildegarda a Audrey Brisson jako sestra Angelika. V červenci 2015 se připojil Lionel Lingelser jako francouzský král Ludvík XV. Moore prozradil, že se také vrátí Verbeek do své role Geillis.

### Natáčení
V červenci 2013 potvrdil britský kancléř státní pokladny George Osborn, že produkce bude zařazena do programu daňových úlev pro kreativní sektor, která zavádí daňové úlevy pro televizní produkci. Také skotská vláda odsouhlasila finanční pomoc pro přesun štábu na okraj Cumbernauldu v severním Lanarkshiru. Natáčení ve Skotsku začalo v září 2013. Natáčení probíhalo v Doune Castle a ve Stirlingu, ve mlýnech ve východním Lintonu, ve východním Lothianu, v Newtonmoru na skotské vysočině, v Rothiemurchuském lese, v Aviemoru, poblíž Bathgate, v západním Lothianu a Aberfoylu, ve Stirlingu. Další lokace zahrnovaly také Loch Rannoch na vysočině a Falklandy.
Natáčení 2. řady začalo v dubnu 2015 a bylo vysíláno na jaře 2016. Primárním prostředím pro tuhle řadu byla Paříž, která byla ztvárněna pomocí několika lokací. Interiéry byly vytvořeny ve Skotsku, pro scény v pařížských ulicích byla použita Praha, natáčelo se také v zámku ve Versailles a některých dalších zámcích na jihu Anglie, které využívají francouzskou architekturu. Moore prozradil, že 2. řada bude vypadat naprosto odlišně než ta první a bude mít „bohatou a dynamickou paletu obrazů." Když se obraz přesune ze Skotska do Francie, zmizí těžké lesy a kameny a nahradí je pařížské ulice.

### Hudba
Hudbu složil Bear McCreary. Titulní píseň je adaptací básně Roberta Louise Stevensona „Sing me a song of a Lad that is Gone" zazpívané na melodii skotské písně „The Skye Boat Song."

## Vysílání
| Řada | Díly | Premiéra v USA     | Premiéra v USA    | Premiéra v ČR      | Premiéra v ČR     |
| Řada | Díly | První díl          | Poslední díl      | První díl          | Poslední díl      |
| ---- | ---- | ------------------ | ----------------- | ------------------ | ----------------- |
| 1    | 8    | 9. srpna 2014      | 27. září 2014     | 14. listopadu 2014 | 4. prosince 2014  |
| 1    | 8    | 4. dubna 2015      | 30. května 2015   | 27. května 2015    | 15. července 2015 |
| 2    | 13   | 9. dubna 2016      | 9. července 2016  | 22. prosince 2016  | 9. ledna 2017     |
| 3    | 13   | 10. září 2017      | 10. prosince 2017 | 11. listopadu 2017 | 23. prosince 2017 |
| 4    | 13   | 4. listopadu 2018  | 27. ledna 2019    | bude oznámeno      | bude oznámeno     |
| 5    | 12   | 16. února 2020     | 10. května 2020   | bude oznámeno      | bude oznámeno     |
| 6    | 8    | 6. března 2022     | 1. května 2022    | bude oznámeno      | bude oznámeno     |
| 7    | 8    | 16. června 2023    | 11. srpna 2023    | bude oznámeno      | bude oznámeno     |
| 7    | 8    | 22. listopadu 2024 | 10. ledna 2025    | bude oznámeno      | bude oznámeno     |

Cizinka měla v Anglii premiéru 9. srpna 2014. Během září bylo vysíláno prvních osm epizod, poslední epizoda byla vysílána 30. května 2015.
Seriál debutoval v Austrálii 14. srpna 2014 a v Kanadě začal být vysílán o deset dní později.
Ke zhlédnutí online byla Cizinka k dispozici 20. září 2014. V Irsku měla série premiéru 28. září 2014.

## Přijetí
Zatím Cizinka získala 73 bodů ze 100 v Metacritice založené na 34 kritikách, které byly většinou příznivé. Webové stránky Rotten Tomatoes udělily Cizince rating 91%, na základě 54 kritik ji zprůměrovaly známkou 7,8 z 10. Seriál byl popsán jako "unikátní, uspokojivá adaptace zdrojového materiálu, přinášející život bujné scenérii a chemii mezi hlavními představiteli."
The Huffington Post nazval první epizodu: „mistrovským dílem úctyhodné hloubky... je to úžasné!" Entertainment Weekly ohodnotilo první epizodu známkou A- s komentářem, že je „sexy, chytrá a strhující." Také Matt Zoller Sitz seriál chválí se slovy, že „vyzývá svým vlastním způsobem. Zčásti románová fantasy, zčásti příběh o cestování v čase, zčásti válečné drama." The A.V. CLub udělil prvním šesti epizodám známku A a napsal, že „dělá rok 1743 pro Skotsko tím, čím Panství Downtown rok 1912 pro Anglii." Dodává, že „Cizinka uspokojivě zapadne do jakéhokoliv žánru."
V roce 2014 se Skotsko nacházelo uprostřed referenda o nezávislosti a vysílání Cizinky tak bylo pozastaveno až do jeho skončení, kvůli citlivé povaze jejího obsahu.
Každá z prvních osmi epizod dosáhla v průměru 5,1 milionu zhlédnutí.

## Ocenění
V lednu 2015 vyhrála Cizinka People's Choice Award za nejoblíbenější televizní sci-fi/fantasy show a Critic's Choice Television Award za nejlepší nový seriál. V dubnu 2015 získal seriál nominaci v Saturn Award za nejlepší televizní seriál. Stejně tak Balfe a Menzies byli nominováni jako nejlepší televizní herci.
| Rok  | Ocenění                           | Kategorie                                                                  | Nominováni                                          | Výsledek  |
| ---- | --------------------------------- | -------------------------------------------------------------------------- | --------------------------------------------------- | --------- |
| 2014 | Critics' Choice Television Awards | Nejlepší nový seriál                                                       | Cizinka                                             | vítězství |
| 2015 | People's Choice Awards            | Nejlepší fantasy seriál                                                    | Cizinka                                             | vítězství |
| 2015 | Cena Saturn                       | Nejlepší televizní herec                                                   | Tobias Menzies                                      | nominace  |
| 2015 | Cena Saturn                       | Nejlepší televizní herečka                                                 | Caitriona Balfe                                     | vítězství |
| 2015 | Cena Saturn                       | Nejlepší televizní herec ve vedlejší roli                                  | Sam Heughan                                         | nominace  |
| 2015 | Cena Saturn                       | Nejlepší televizní prezentace                                              | Cizinka                                             | nominace  |
| 2015 | Irish Film & Television Awards    | Nejlepší herečka v dramatickém seriálu                                     | Caitriona Balfe                                     | nominace  |
| 2015 | Irish Film & Television Awards    | Cena pro vycházející hvězdu                                                | Caitriona Balfe                                     | nominace  |
| 2015 | Cena Emmy                         | Nejlepší hudba pro televizní seriál                                        | Bear McCreary za „Sassenach"                        | nominace  |
| 2016 | People's Choice Awards            | Nejlepší herec ve fantasy seriálu                                          | Sam Heughan                                         | nominace  |
| 2016 | People's Choice Awards            | Nejlepší herečka ve fantasy seriálu                                        | Caitriona Balfe                                     | vítězství |
| 2016 | People's Choice Awards            | Nejlepší fantasy seriál                                                    | Cizinka                                             | vítězství |
| 2016 | Zlatý glóbus                      | Nejlepší herečka v dramatickém seriálu                                     | Caitriona Balfe                                     | nominace  |
| 2016 | Zlatý glóbus                      | Nejlepší dramatický seriál                                                 | Cizinka                                             | nominace  |
| 2016 | Zlatý glóbus                      | Nejlepší herec ve vedlejší roli v seriálu, minisérii nebo televizním filmu | Tobias Menzies                                      | nominace  |
| 2016 | Costume Designers Guild Awards    | Nejlepší kostýmy k televiznímu seriálu                                     | Terry Dresbach                                      | nominace  |
| 2016 | Critics' Choice Television Awards | Nejlepší seriál ke zhlédnutí vcelku                                        | Cizinka                                             | vítězství |
| 2016 | Women's Image Network Awards      | Nejlepší dramatický seriál                                                 | Cizinka za epizodu „The Garrison Commander"         | vítězství |
| 2016 | Women's Image Network Awards      | Nejlepší herečka v dramatickém seriálu                                     | Caitriona Balfe za epizodu „The Garrison Commander" | vítězství |
| 2016 | Women's Image Network Awards      | Nejlepší scénář k seriálu, který napsala žena                              | Anne Kenney za epizodu „The Wedding"                | nominace  |
| 2016 | Women's Image Network Awards      | Nejlepší scénář k seriálu, který napsala žena                              | Toni Graphia za epizodu „The Devil's Mark"          | vítězství |
| 2016 | Women's Image Network Awards      | Nejlepší seriál, který režírovala žena                                     | Anna Foerster za epizodu „The Wedding"              | nominace  |
| 2016 | Cena Saturn                       | Nejlepší televizní herečka                                                 | Caitriona Balfe                                     | vítězství |
| 2016 | Cena Saturn                       | Nejlepší televizní herec                                                   | Sam Heughan                                         | nominace  |
| 2016 | Cena Saturn                       | Nejlepší fantasy seriál                                                    | Cizinka                                             | vítězství |
| 2016 | Irish Film & Television Awards    | Nejlepší herečka v dramatickém seriálu                                     | Caitriona Balfe                                     | nominace  |
| 2016 | Costume Society of America        | Cena za nejlepší kostýmy                                                   | Terry Dresbach                                      | vítězství |